# سينثيا هارون
سينثيا هارون (بالإنجليزية: Cynthia Aaron)‏ هي قاضية ومحامية أمريكية، ولدت في القرن العشرين.